# Das Mädchen aus dem Fahrstuhl
Das Mädchen aus dem Fahrstuhl ist eine deutsche Romanverfilmung der DEFA von Herrmann Zschoche aus dem Jahr 1991 nach dem gleichnamigen Roman der Schriftstellerin Gabriele Herzog von 1985.

## Handlung
Berlin 1988. Im Fahrstuhl des Hochhauses Fischerinsel 10 in Berlin-Mitte sieht Frank die gerade erst aus Berlin-Lichtenberg hinzugezogene Regine das erste Mal. In der Schule stellt sich heraus, dass beide in die gleiche 10. Klasse gehen. Hier gehört Frank zu den besten Schülern, vor allen Dingen im Fach Mathematik. Er ist auch FDJ-Sekretär und von dem Rest der Klasse meistens anerkannt. Seine Eltern sind beruflich stark eingebunden, der Vater ist z. B. Betriebsdirektor, so dass er meistens den Alltag allein bewältigen muss. Als sich bei Regine herausstellt, dass sie Schwierigkeiten mit dem Lehrstoff hat, übernimmt Frank die Aufgabe, sie zu betreuen. In diesem Zusammenhang findet er heraus, dass ihre Probleme vielfältig sind. So ist ihre Mutter zurzeit im Krankenhaus und sie muss ihre drei kleineren Geschwister versorgen. Trotz einer Haushälterin bleibt noch genug Arbeit an ihr hängen. Die Mutter ist alkoholabhängig und die Kinder haben jeweils einen anderen Vater. Ihr derzeitiger Lebensgefährte, auch ein Alkoholiker, auf den die Mutter aber nicht verzichten möchte, schlägt sogar Regine. Als Frank die ganzen Zusammenhänge erkennt, unterstützt er sie bei den persönlichen Dingen und bei den Schularbeiten.
Und er verliebt sich in sie. Um mit ihr ein Wochenende allein zu verbringen, nutzt er eine Reise seiner Eltern nach Prag, um mit Regine auf das Wochenendgrundstück seiner Eltern zu fahren. Da sie aber wieder zwei ihrer Geschwister mitnehmen muss, wird es eine aufregende Zeit, von den Kindern verursacht. Die Eltern kommen überraschend einen Tag früher zurück, entdecken, dass die Schlüssel zum Haus, samt Sohn, fehlen und fahren sofort hinterher. Hier finden sie das völlig übermüdete Paar und die schlafenden Kinder. Die Mutter ist darüber sehr erregt und der Vater sieht es etwas gelassener. Den dadurch verpassten Beischlaf holen die beiden an einem Nachmittag in Franks Wohnung nach.
In der Schule verteidigt Frank Regine, wo es geht, aber bei den Klassenkameraden stößt er auf wenig Verständnis. Er wird sogar deshalb von seinen Mitschülern verprügelt. Da Regine gern Kindergärtnerin werden möchte, aber aufgrund ihrer schulischen Leistungen dafür keine Lehrstelle bekommt, stellt sich für Frank die Frage, weshalb für diesen Beruf besonders gute Leistungen in der höheren Mathematik erforderlich sind. Diese Frage versucht er mit der Klassenleiterin zu klären und bringt danach einen Artikel darüber auf der Schüler-Wandzeitung an. Nachdem dieser Artikel von der Direktorin entfernt wurde, nutzt Frank einen Fahnenappell zum Geburtstag der Pionierorganisation, um vor der gesamten Schule die Problematik anzusprechen. Bei einem anschließenden Disziplinargespräch verweist die Direktorin den Schüler aus dem Raum. Frank missversteht diese Aufforderung und denkt, er sei von der Schule verwiesen. Nun gibt es kein Zurück mehr. Er wird sogar aus der FDJ ausgeschlossen. Selbst eine Unterschriftenliste zu seiner Unterstützung, auf der auch Lehrer unterschrieben haben, kann das Blatt nicht mehr wenden. Aufgrund der guten Beziehungen seines Vaters steht ihm die Möglichkeit zum Besuch einer Spezialklasse an der TU Dresden offen. Er muss sich nun entscheiden: Die berufliche Entwicklung oder Regine, er entscheidet sich für das Erste. Als er von seinem Vater nach Dresden gebracht wird, sieht er Regine als Küchenhelferin Brotkisten in einen Kindergarten bringen.

## Produktion
Das Mädchen aus dem Fahrstuhl wurde von der Künstlerischen Arbeitsgruppe „Roter Kreis“ auf ORWO-Color gedreht. Die Dreharbeiten fanden ab Dezember 1989 statt. Die weibliche Hauptrolle spielte Barbara Sommer aus Berlin-Marzahn. Sie studierte nach dem Abitur Kultur- und Theaterwissenschaften und später Medizin. Heute lebt sie in Wien, arbeitet als Ärztin an der Medizinischen Universität und hat einen Sohn. Ihr Projekt "Schauspiel-PatientInnenprogramm" für angehende Mediziner, die lernen sollen mit Patienten umzugehen, erhielt den österreichischen Kommunikationspreis. 
Der Film hatte am 10. Januar 1991 im Berliner Progress-Clubkino Felix (Palais am Festungsgraben) Premiere. Große Teile des Films wurden in Berlin-Mitte an der Alexanderstraße, Fischerinsel, Neue Roßstraße und Ostendstraße (Werk für Fernsehelektronik in Oberschöneweide) sowie am Flughafen Schönefeld gedreht, in Dresden an der Carolabrücke und am Zelleschen Weg am Andreas-Schubert-Bau der TU Dresden. Mehrere der Jugendlichen waren Laiendarsteller. Das Drehbuch schrieb Gabriele Herzog bereits 1978, es konnte aber nicht verfilmt werden. 1985 erschien der Roman, der dann die Filmvorlage wurde. Bei den 41. Internationalen Filmfestspielen Berlin 1991 wurde der Film in der Reihe „Neuer Deutscher Film“ gezeigt.

## Kritik
Roland Rust fand im film-dienst, dass die glättende Dramaturgie alles vorhersehen lässt und die Bilder alles zeigen, ohne dass es etwas zu entdecken gäbe. Ralf Schenk stellte im Filmspiegel fest, dass der Film zwei Jahre zuvor für einen Paukenschlag gesorgt hätte.